# Liste der Countys in New York
Der US-Bundesstaat New York ist in 62 Countys unterteilt:

Karte der Countys im US-Bundesstaat New York

- Albany County
- Allegany County
- Broome County
- Cattaraugus County
- Cayuga County
- Chautauqua County
- Chemung County
- Chenango County
- Clinton County
- Columbia County
- Cortland County
- Delaware County
- Dutchess County
- Erie County
- Essex County
- Franklin County
- Fulton County
- Genesee County
- Greene County
- Hamilton County
- Herkimer County
- Jefferson County
- Lewis County
- Livingston County
- Madison County
- Monroe County
- Montgomery County
- Nassau County
- New York City:
  - Bronx County
  - Kings County
  - New York County
  - Queens County
  - Richmond County
- Niagara County
- Oneida County
- Onondaga County
- Ontario County
- Orange County
- Orleans County
- Oswego County
- Otsego County
- Putnam County
- Rensselaer County
- Rockland County
- Saratoga County
- Schenectady County
- Schoharie County
- Schuyler County
- Seneca County
- St. Lawrence County
- Steuben County
- Suffolk County
- Sullivan County
- Tioga County
- Tompkins County
- Ulster County
- Warren County
- Washington County
- Wayne County
- Westchester County
- Wyoming County
- Yates County